# Wieprzowe Jezioro
Wieprzowe Jezioro – kolonia w Polsce, położona w województwie lubelskim, w powiecie tomaszowskim, w gminie Tomaszów Lubelski. 
| SIMC    | Nazwa         | Rodzaj        |
| ------- | ------------- | ------------- |
| 0902719 | Dub           | część kolonii |
| 0902725 | Kolonia Dolna | część kolonii |

W latach 1975–1998 kolonia administracyjnie należała do województwa zamojskiego.
Kolonia jest sołectwem w gminie Tomaszów Lubelski. Według Narodowego Spisu Powszechnego z roku 2011 kolonia liczyła 122 mieszkańców.